# Suur Tõll (Schiff)
Suur Tõll ist ein 1914 gebauter Eisbrecher, der heute in Tallinn (deutsch: Reval) als Museumsschiff liegt.

## Geschichte
Das Schiff wurde 1913/14 unter der Baunummer 345 bei der „Vulcan-Werft“ in Stettin gebaut und nach Michael I. auf den Namen Zar Michail Feodorowitsch (altruss. Царь Михаилъ Феодоровичъ) getauft. Der 75,40 Meter lange, 17,40 Meter breite und 2391 BRT große Eisbrecher erhielt drei Dreifach-Expansionsmaschinen von zusammen 4500 PS, mit denen er eine Geschwindigkeit von 13,5 Knoten erreichte.
1914 wurde das Schiff nach Reval geliefert, das damals zum russischen Zarenreich gehörte. In den folgenden Jahren hielt der Dampfer während der Wintermonate die Seewege in der nördlichen Ostsee offen und war der russischen Marine unterstellt. Nach der Oktoberrevolution gehörte das Schiff zur sowjetischen Marine und wurde in Volynets (Волынец, deutsche Transkription Wolynez) umgetauft. Schon Ende Februar 1918 war der Eisbrecher trotz widriger Wetterumstände herausragend an der Evakuierung russischer Flotteneinheiten von Reval nach Helsinki beteiligt, bevor diese vorrückenden deutschen Verbänden in die Hände fallen konnten. Vom 6. bis 11. April 1918 ermöglichte die Volymits zusammen mit dem Eisbrecher Jermak die Verlegung der Baltischen Flotte aus Helsinki nach Petrograd, dem sogenannten Eismarsch der Baltischen Flotte. Kurz darauf revoltierte der größte Teile der finnischen Besatzung einschließlich des Kapitäns gegen die sowjetrussischen bzw. -finnischen Besatzungsmitglieder und zwang sie zum Verlassen des Schiffs. Anschließend wurde die finnische Flagge aufgezogen und das Schiff nach Reval verlegt. Am 28. April 1918 erhielt das Schiff den Namen des finnischen Sagenhelden Väinämöinen. Es wurde anschließend zum Transport deutscher Truppen, insbesondere der Ostsee-Division, herangezogen.
1920 wurde das Schiff an die Republik Estland übergeben und 1922 nach einem Helden der estnischen Mythologie in Suur Tõll umbenannt. Nach der Besetzung Estlands durch die Sowjetunion im Jahre 1940 folgte die Rückbenennung in Volynets. Unter diesem Namen nahm das Schiff im August 1941 an der Evakuierung von Tallinn teil.
Seine letzten Einsatzjahre erlebte das Schiff im Hafen von Lomonossow bei Kronstadt, wo es als Versorgungsschiff genutzt wurde. 1988 kehrte es nach Tallinn zurück und wurde dem Estnischen Meeresmuseum übergeben. Seit der Wiedererlangung der Unabhängigkeit Estlands trägt der Eisbrecher wieder den Namen Suur Tõll.

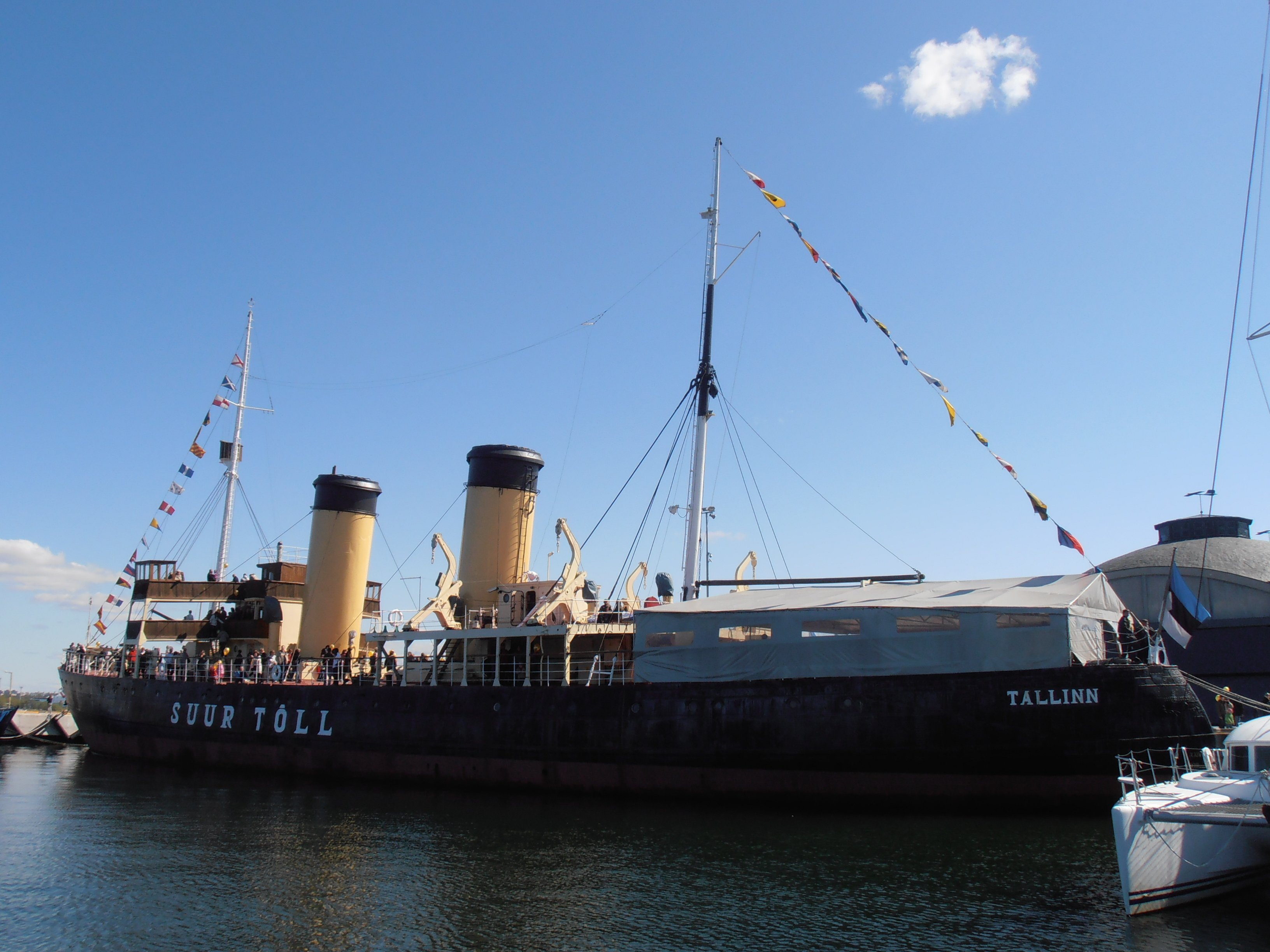
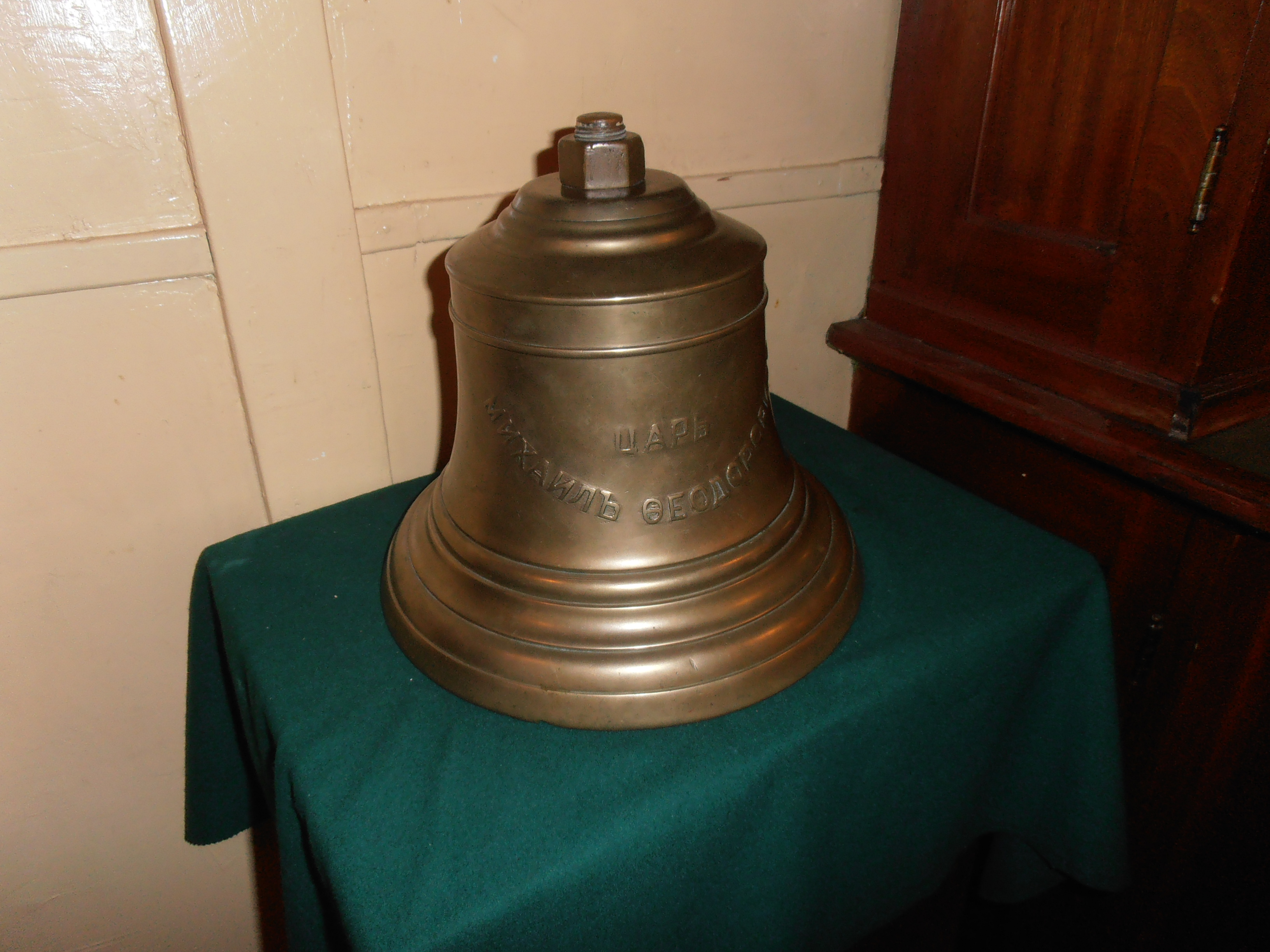
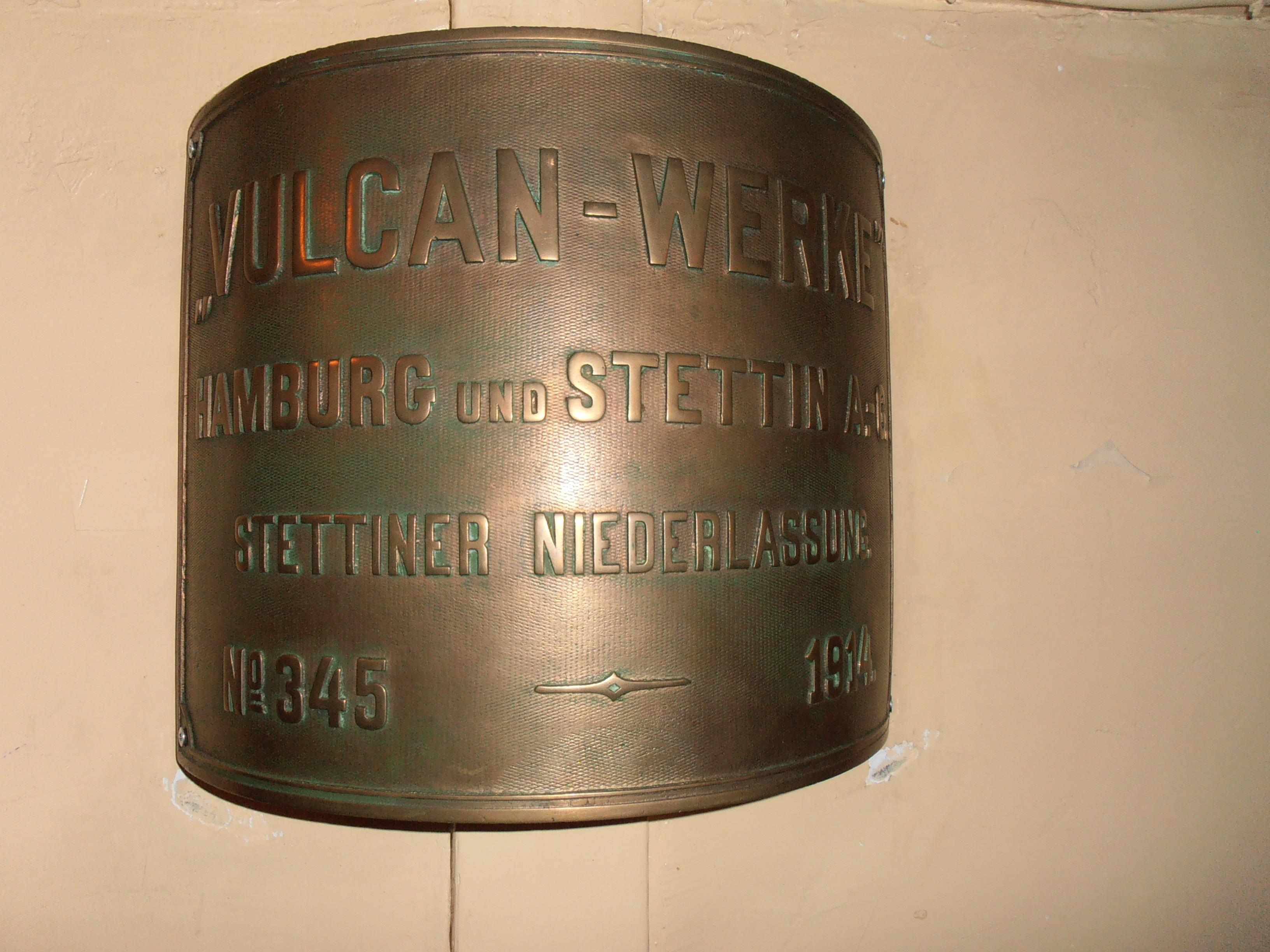
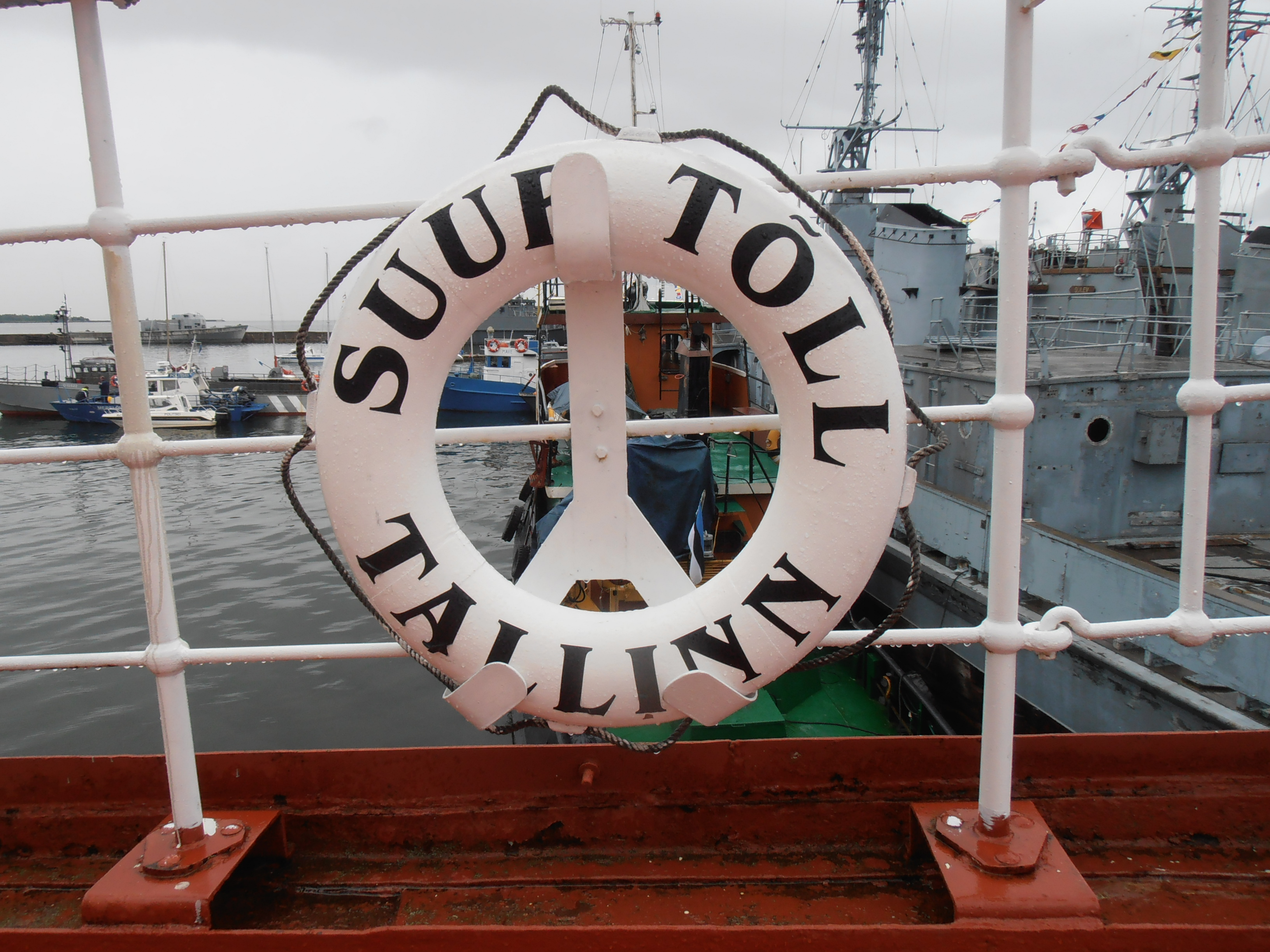